# Isthmohyla
Isthmohyla is een geslacht van kikkers uit de familie boomkikkers (Hylidae). De groep werd voor het eerst wetenschappelijk beschreven door de groep van biologen Julián Faivovich, Célio Fernando Baptista Haddad, Paulo Christiano de Anchietta Garcia, Darrel Richmond Frost, Jonathan Atwood Campbell en Ward C. Wheeler in 2005.
Er zijn vijftien soorten die voorkomen in delen van Midden-Amerika en leven in de landen Costa Rica en Panama.

## Soorten
Geslacht Isthmohyla
- Soort Isthmohyla angustilineata
- Soort Isthmohyla calypsa
- Soort Isthmohyla debilis
- Soort Isthmohyla graceae
- Soort Isthmohyla infucata
- Soort Isthmohyla insolita
- Soort Isthmohyla lancasteri
- Soort Isthmohyla melacaena
- Soort Isthmohyla picadoi
- Soort Isthmohyla pictipes
- Soort Isthmohyla pseudopuma
- Soort Isthmohyla rivularis
- Soort Isthmohyla tica
- Soort Isthmohyla xanthosticta
- Soort Isthmohyla zeteki

Anotheca · 
Bromeliohyla · 
Charadrahyla · 
Diaglena · 
Dryophytes · 
Duellmanohyla · 
Ecnomiohyla · 
Exerodonta · 
Hyla · 
Isthmohyla · 
Megastomatohyla · 
Plectrohyla · 
Ptychohyla · 
Rheohyla · 
Sarcohyla · 
Smilisca · 
Tlalocohyla · 
Triprion